# Kill Bill 1.
A Kill Bill (Kill Bill: Vol. 1.) kétrészes amerikai wire-fu akciófilm első része, melyet 2003-ban mutattak be. A filmet Quentin Tarantino írta és rendezte, akinek ez a negyedik filmje. A film folytatását Kill Bill 2. címmel 2004-ben mutatták be.

## Történet
Beatrix Kiddo, azaz Fekete Mamba egy bérgyilkososztag tagja volt. Miután megtudja, hogy gyermeket vár, úgy dönt, visszavonul. Egy csendes kisvárosban készül letelepedni. Azonban mikor esküvője főpróbáját tartják, megjelenik Bill és régi társai, hogy véget vessenek a Menyasszony és a násznép életének. Beatrix súlyosan megsérül, de még van ereje, hogy Bill tudtára adja, az ő gyermekét várja. Beatrix csodával határos módon túléli az öldöklést. Négy évi kóma után egy kórházban tér magához. A történtek után bosszúra készül. Nem csak férjét veszítette el, de gyermekét is elvették tőle, így mindent megtesz, hogy végezzen ellenségeivel.

## Szereplők
| Szerep        | Színész         | Magyar hang          |
| ------------- | --------------- | -------------------- |
| Beatrix Kiddo | Uma Thurman     | Für Anikó            |
| Bill          | David Carradine | Papp János           |
| Johhny Mo     | Gordon Liu      | –                    |
| Vernita Green | Vivica A. Fox   | Németh Borbála       |
| O-Ren Ishii   | Lucy Liu        | Kökényessy Ági       |
| Budd          | Michael Madsen  | Szabó Sipos Barnabás |
| Elle Driver   | Daryl Hannah    | Tóth Enikő           |
| Hattori Hanzo | Sonny Chiba     | Botár Endre          |
| Gogo Yubari   | Kurijama Csiaki | –                    |

## Fontosabb elismerések
Grammy-díj
- jelölés: év legjobb filmzenei albuma

Szaturnusz-díj
- díj: legjobb film (Thriller/Akció/Kaland kategória)
- díj: legjobb színésznő díj - Uma Thurman

BAFTA-díj
- jelölés: legjobb színésznő - Uma Thurman
- jelölés: legjobb vizuális effektusok

Golden Globe-díj
- jelölés: legjobb színésznő - Uma Thurman[2]

## Forgatás
Amikor Tarantino megtudta, hogy Uma Thurman állapotos, elhalasztotta a forgatást. Thurman kaszkadőrdublőre Tiger Chen volt. Bill szerepére Kevin Costner volt az első jelölt, ő azonban inkább saját rendezése, a Fegyvertársak mellett döntött. A nagy mészárlásos jelenethez több mint 400 liter művért használtak fel.

## A filmben felhasznált művek
Többen úgy gondolják, hogyha nem vágják ketté a Kill Bill filmet, akkor megkapja az Oscar-díjat.Viszont más okok is közrejáthattak a siker elmaradásában. Gyorsan kiderült, hogy rengeteg filmet másolt a rendező, főként japán, hongkongi, amerikai alkotásokat. Quentin Tarantino legalább 7-10, mások szerint 58, míg egyéb becslések szerint 143 filmből "másolta" össze a Kill Bill film(ek)et.
- Az alaptörténetet a Shurayukihime (Lady Snowblood) japán bosszúfilm (1973) adta, ahol egy magányos nő áll bosszút a rosszakaróin. Az egyik főszereplőt egy hófödte japán télikertben ölte meg. Egy filmzenebetét is onnan van.
- A testőr (1961) című filmben a főszereplő egy fiatal ellenfelének a kardját feldarabolta, majd hazaküldi a "mamához".
- Az Annie Hall (1977) című filmből nyúlta le az osztályjelenetet a folytatásban, amikor a főszereplőt visszaültetik az iskolába felnőttként.
- A Star Trek 2. – Khan haragja (1982) filmből vette át szó szerint: „A bosszú hidegen tálalva a legjobb”.
- Az Aranypolgár (1941) filmből másolta le a kórházban fekvő nő jelenetét, fény-árnyék játékát.
- A Halálos játszma (1978) filmből vette át a sárga, fekete kezeslábas öltözékét, amit az eredeti alkotásban Bruce Lee viselt.
- A Tomboló ököl (1972) filmből lett átemelve amikor a főhősnő a földön forogva karddal vágja le ellenfelei lábait. Az eredeti filmben Bruce Lee ezt nuncsakúval csinálja.
- A Frédi és Béni rajzfilmből és Ponyvaregény (1994) filmjéből átemelte a "kocka" jelenetet.
- A Made in U.S.A (1966) filmből származik, hogy a főszereplő nevét nem hallhatjuk. Ott csengetéssel "fedték" el a főhősnő nevét.
- A Gone in 60 Seconds (1974) filmben látható, hogy az egyik szereplő az autójában, a szélvédőjénél tart több színes napszemüveget is.

## Idézetek a filmből
- „A bosszú sohasem tisztás. A bosszú erdő, könnyű eltévedni benne. Könnyű elfelejteni, honnan jöttél.” – Hattori Hanzo
- „Ha a szerencse rámosolyog valami olyan randa dologra, mint a bosszú, az nem csak arra bizonyíték, hogy Isten létezik, hanem arra is, hogy egyenesen az ő akaratát teljesítjük.” – Beatrix Kiddo
- „A bosszú jéghidegen tálalva a legjobb.” – régi klingon mondás